# 于洪広場駅
于洪広場駅（うこうひろば-えき）は中華人民共和国遼寧省瀋陽市于洪区に位置する瀋陽地下鉄1号線の駅である。

## 駅構造
島式ホーム1面2線の地下駅で、ホームドア設置駅。出口はAとBの2箇所ある。
のりば
駅西側から、
| ■1号線 | 張士・十三号街方面             |
| ■1号線 | 瀋陽駅・青年大街・黎明広場方面 |

## 駅周辺
- 于洪区人民政府
- 于洪区交通局
- 中国人民保険集団股份有限公司
- 于洪区行政軍批服務中心
- 于洪区人民法院公路巡回法庭
- 瀋陽市于洪区中小企業局
- 瀋陽市于洪区交通行政執法大隊

## 歴史
- 2010年9月27日 - 開業。

## 隣の駅
瀋陽地下鉄
■1号線
開発大道駅 - 于洪広場駅 - 迎賓路駅